# Santa María, Tizimín
Santa María är en ort i Mexiko.   Den ligger i kommunen Tizimín och delstaten Yucatán, i den östra delen av landet, 1 200 km öster om huvudstaden Mexico City. Santa María ligger 12 meter över havet och antalet invånare är 425.
Terrängen runt Santa María är mycket platt. Runt Santa María är det glesbefolkat, med 16 invånare per kvadratkilometer. Santa María är det största samhället i trakten. I omgivningarna runt Santa María växer i huvudsak städsegrön lövskog.